# Amazonides confluxa
Amazonides confluxa là một loài bướm đêm trong họ Noctuidae.